# Stadio Atatürk (Siirt)
Lo stadio Siirt Atatürk Stadi è un impianto sportivo situato a Siirt in Turchia.
Usato prevalentemente per il calcio è lo stadio di casa delle squadra del Siirt Spor Kulübü.
L'impianto ha una capacità di 7000 posti a sedere ed è omologato per la Süper Lig.
Il campo da gioco è completamente in erba naturale e misura 65x105 m.

## Caratteristiche
- Copertura: parziale (presente solo in tribuna)
- posti a sedere: 7000
- Tribuna VIP: ?
- Tribuna stampa: ?
- Capacita totale: 7000
- Parcheggio auto: ?
- Parcheggio autobus: ?